# Centaur (mythologie)

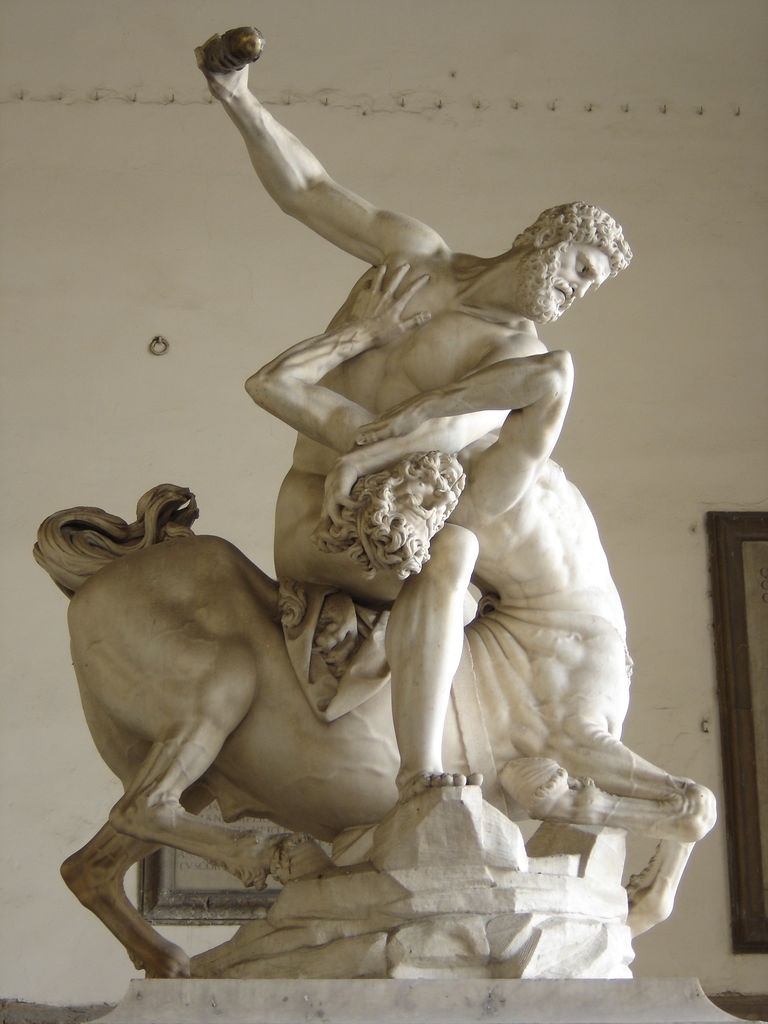
Heracles doodt de centaur
Standbeeld van Giambologna op het Piazza della Signoria in Firenze

Centauren, ook wel kentauren (Oudgrieks: κένταυρος, kentauros of paardmens; Latijn: centaurus), zijn een fabelwezens uit de Griekse mythologie. Centauren zijn half mens en half paard: ze hebben het volledige lichaam van een paard, behalve nek en hoofd, met in de plaats daarvan het bovenlichaam van een mens. Een centaur heeft dus zes ledematen: vier paardenpoten en twee menselijke armen. 
Naast de typische vorm van een centaur als half mens en half paard (soms specifiek bekend als hippocentaur), bestaan er in de folklore ook andere varianten: de onocentaur (half mens, half ezel), de bucentaur (half mens, half rund) en de ichtyocentaur, (half mens, half vis met de voorpoten van een paard). 

## Mythologie
Centauren worden meestal als brute, beestachtige wezens afgeschilderd en afgebeeld met een boog of een knuppel als wapen. Vooral dit laatste benadrukt nog het wilde element in zijn karakter. Volgens de Griekse mythologie kwamen de centauren hoofdzakelijk voor in de bergketens van Thessalië, onder meer rond de berg Pilion. 
Volgens de mythologie waren de meeste centauren afstammelingen van Thessalische koning Ixion en Nephele, een wolk die door de oppergod Zeus gecreëerd was naar het beeld van zijn vrouw Hera, op wie Ixion had laten blijken een oogje te hebben. Uit de verbintenis van Ixion en Nephele kwam Centaurus voort, die op zijn beurt de stamvader werd van de overige centauren. 

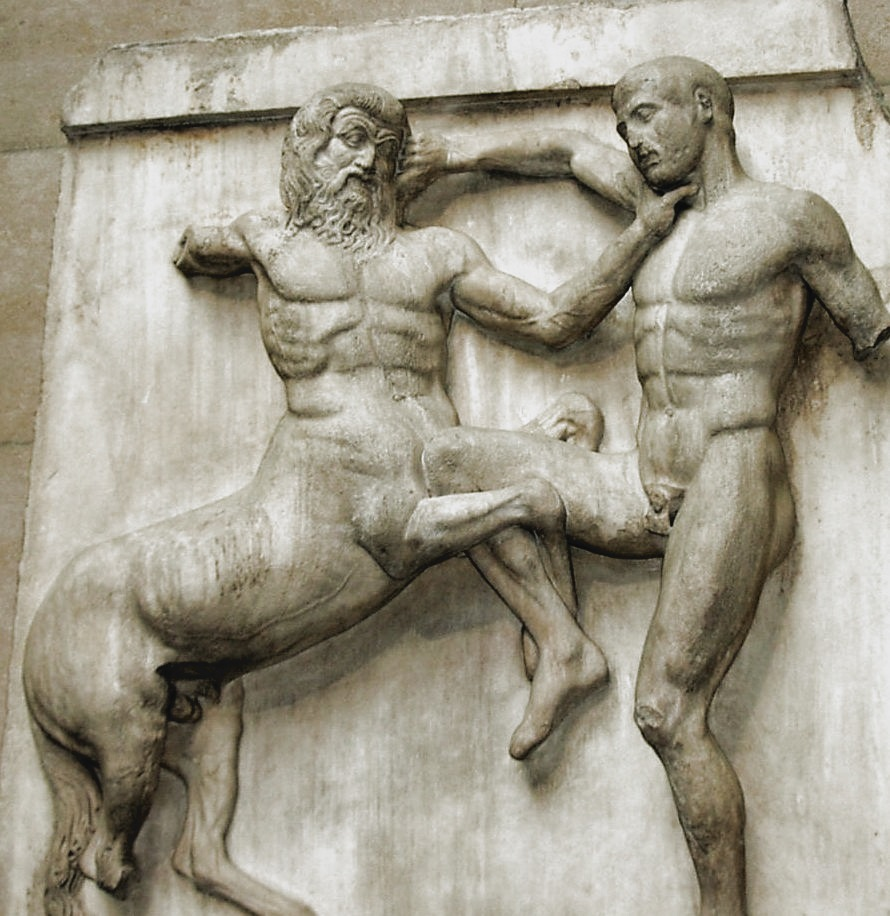
Afbeelding van de Centauromachie op een metope, afkomstig van het Parthenon

De centauren zijn vooral bekend voor het verhaal over hun strijd met het Thessalische volk der Lapithen, bekend als de Centauromachie. Op het huwelijksfeest van de Lapithische koning Pirithoüs zouden de centauren diens bruid Hippodamia en de andere Lapithische vrouwen de verloofde van Pirithoüs, koning van de Lapithen hebben willen ontvoeren, met een langdurige strijd tot gevolg die uiteindelijk met behulp van de held Theseus beslecht werd in het voordeel van de Lapithen. 
In een ander verhaal zou de held Herakles met de centauren slaags geraakt zijn in de aanloop naar zijn jacht op het Erymanthisch zwijn. Toen de "goede" centaur Folos hem wijn aanbood in een kruik die aan de centauran geschonken was door Dionysos, ontstond er een gevecht waarin meerdere centauren gedood werden door Heracles' pijlen die gedrengd waren in het gif van de Hydra. Later kreeft Heracles het opnieuw met centauren aan de stok toen de centaur Nessus zich wilde vergrijpen aan zijn vrouw Deianeira, waarop Heracles ook hem doodde.  
Een uitzondering op het woeste karakter van de meeste centauren is de wijze centaur Cheiron, die in tegenstelling tot zijn soortgenoten geen afstammeling van Centaurus, maar een zoon van Kronos en de nimf Philyra. In de traditionele Griekse kunst wordt hij daarom ook afgebeeld met menselijke benen als voorpoten in plaats van paardenbenen. Cheiron is bekend als de leraar-opvoeder van verschillende Griekse helden, waaronder Jason, Achilles en de jager Aktaion. 

## In de literatuur
Er komen ook veel centauren in de Inferno van Dante voor. Hier zijn ze duivels die geweldplegers kwellen in de hel. De centauren komen ook voor in De kronieken van Narnia en de verhalen van Harry Potter. 

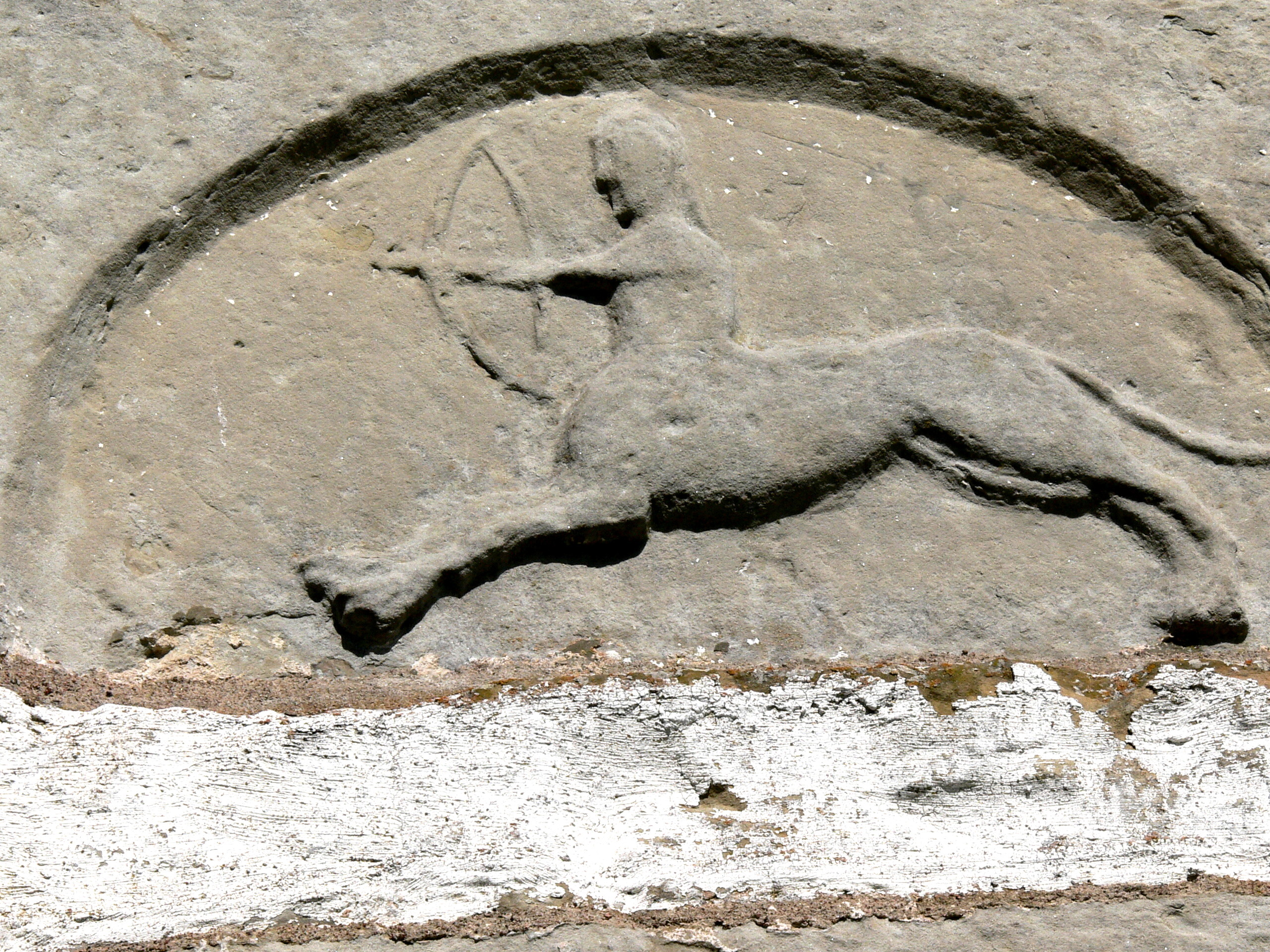
Centaur
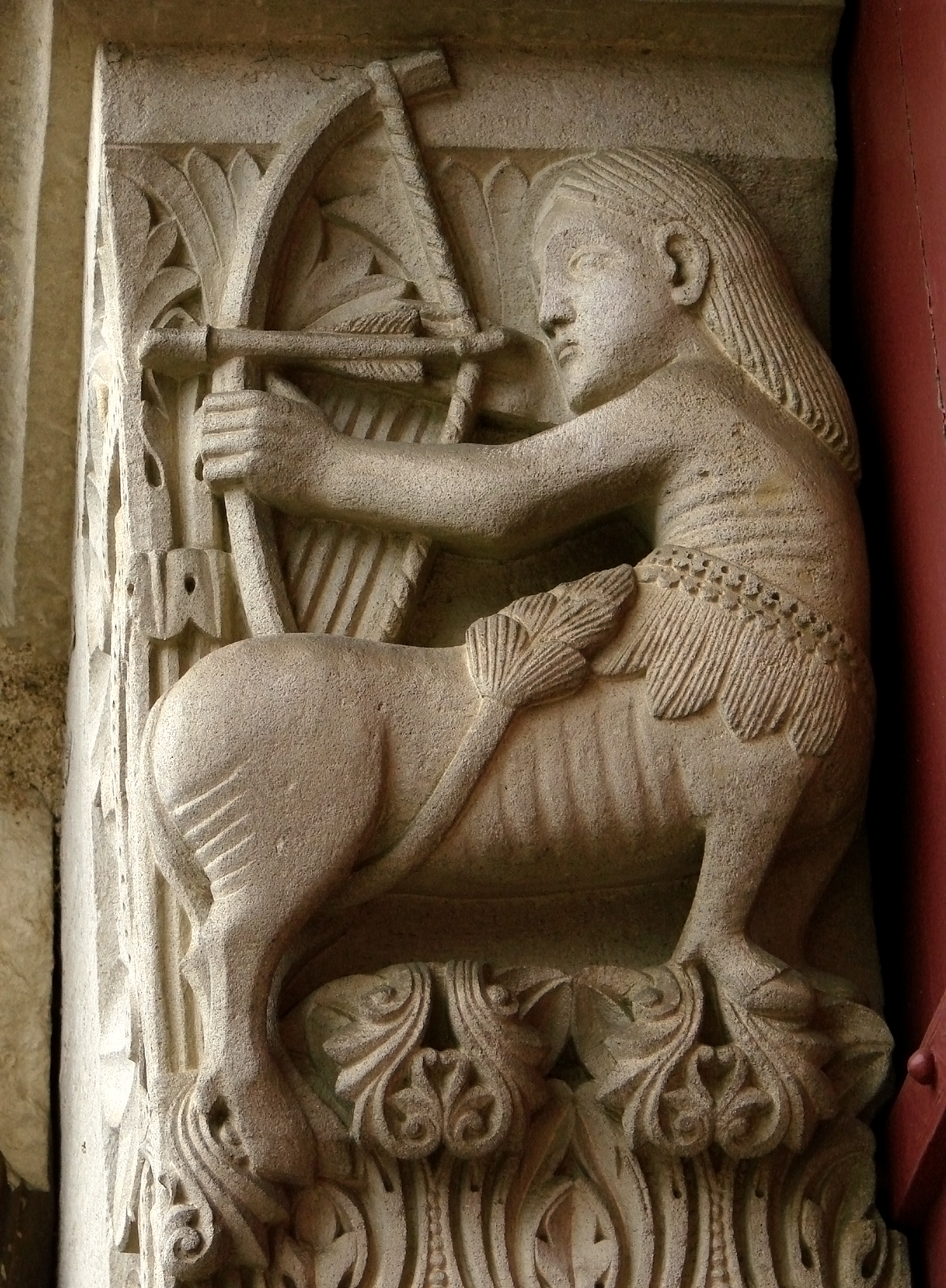
Centaur in Vézelay
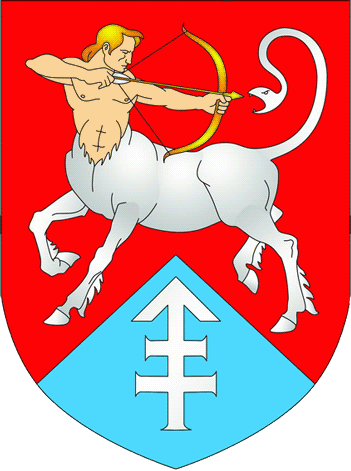
Een centaur wordt vaak in de heraldiek gebruikt.

adelaar · Agnus Dei · alliantiewapen · andreaskruis · ankerkruis · armoriaal · baldakijn · barensteel · Belgische leeuw · bezant · Bourgondisch kruis · brisure · cartouche · centaur · cordelière · dekkleed · dorpsvlag · dorpswapen· drieberg · dubbelkoppige adelaar · dwarsbalk · fleur de lis · fleuron · Friese adelaar · gaande leeuw · gecarteleerd · Gelderse leeuw · gepaald · gravenkroon · groot wapen · griffioen · hartschild · helmkroon · helmteken · heraldische kleur · herautstuk · hermelijn · hoed · Hollandse tuin · huismerk · Jeruzalemkruis · karbonkel · keizerskroon · keper · koek · kromstaf · kroon · krukkenkruis · kwartier · kwartileren · kwartierzoom · leeuw · markiezenkroon · merlet · molenijzer · motto · muurkroon · nassaublauw · natuurlijke kleur · Nederlandse leeuw · Nederlandse Maagd · ombrellino · ordeketen · palen · pentagram · pijlenbundel · raadselwapen · raaf · respectant · riddertoernooi · rijksbanier · rijkskleuren · rijksstandaard · rijkswapen · roos · Rudolfinische keizerskroon · Saksenros · Saladins Adelaar · scharlakenrood · schildhoofd · schildhouder · schildvoet · schildzoom · schoof · schuinbalk · schuinstreep sinister · sinister · sleutels van Petrus · socialistische heraldiek · sprekend wapen · stadskleuren · standaard · stedenmaagd · ster · tinctuur · vair · vermeerdering · vlag · vorstenhoed · vrijheidshoed · vrijkwartier · vrouwenwapen · wapen · wapenbelasting · Wapenboek Beyeren · Wapenboek Gelre · wapenbord · wapendiploma · wapendier · wapenkast · wapenkoning · wapenmantel · wapenrecht · wapenrol · wapenstier · wapentent · wassende en afnemende maan · Waterlandse zwaan · Westfriese boomwapens · wildeman · wolfsangel · wrong